# Graf Turána

Graf Turána

Graf Turána {\displaystyle T(n,r)} – graf powstały przez podział zbioru {\displaystyle n} wierzchołków na {\displaystyle r} możliwie równych części i połączenie krawędziami tych wierzchołków, które w wyniku podziału znajdą się w różnych podzbiorach.
W wyniku podziału zbioru wierzchołków powstaje {\displaystyle n{\bmod {r}}} podzbiorów zawierających {\displaystyle \lceil n/r\rceil } elementów oraz {\displaystyle r-(n{\bmod {r}})} podzbiorów {\displaystyle \lfloor n/r\rfloor }-elementowych. Z samej definicji wynika, że {\displaystyle T(n,r)} jest zupełnym grafem r-dzielnym. Każdy wierzchołek jest stopnia {\displaystyle n-\lfloor n/r\rfloor } albo {\displaystyle n-\lceil n/r\rceil .} Liczba krawędzi grafu wynosi w przybliżeniu:
{\displaystyle \left(1-{\frac {1}{r}}\right){\frac {n^{2}}{2}}.}
Nazwa grafu pochodzi od nazwiska węgierskiego matematyka Pála Turána, który wykorzystywał własności takich grafów w dowodzie twierdzenia Turána dotyczącego oszacowania maksymalnej liczby krawędzi w grafie niezawierającym kliki {\displaystyle K_{r+1}.}